# خاندان مونتباتن
خاندان مونتباتن (انگلیسی: Mountbatten family) یک خاندان اشرافی بریتانیایی است. این خاندان یکی از شاخه‌های خاندان آلمانی باتنبرگ است. شاهزاده فیلیپ، دوک ادینبرو، شوهر ملکه الیزابت، از طرف مادری به این خاندان تعلق دارد.